# Syrrhopodon phragmidiaceus
Syrrhopodon phragmidiaceus är en bladmossart som beskrevs av C. Müller 1886. Syrrhopodon phragmidiaceus ingår i släktet Syrrhopodon och familjen Calymperaceae. Inga underarter finns listade i Catalogue of Life.